# Gefangene Seele (1951)
Gefangene Seele ist ein deutscher Spielfilm aus dem Jahre 1951 von Hans Wolff mit der weithin unbekannten Tänzerin Eva Bajor in der Hauptrolle. An ihrer Seite spielen die bekannten österreichischen Mimen Attila Hörbiger und Adrian Hoven.

## Handlung
Für die noch junge, blühende Nachwuchsballetteuse Viola Berger bedeutet der Tanz alles. Als ihr Verlobter bei einem Unfall ums Leben kommt, steht sie derart unter Schock, dass sie auf einmal ihre beiden Beine, ihr wichtigstes Arbeitswerkzeug, nicht mehr bewegen kann. Viola fällt in tiefe Lethargie und bemüht sich auch gar nicht mehr, diesem Zustand zu entkommen. Sie ist, wie der Filmtitel insinuiert, zur gefangenen Seele geworden. Professor Berger, als medizinische Kapazität anerkannt, versucht ihr mit religiösem Beistand in Gestalt seines Bruders, des Pfarrers Martin Berger, so weit zu helfen, wie er kann. Doch bei Viola rührt sich absolut nichts, ihre Beine bleiben gelähmt. Bald gilt sie als hoffnungsloser Fall. Den Professor trifft dieser Zustand absoluter Verzweiflung um so härter, weil er lediglich Violas Stiefvater ist (was sie nicht weiß) und er für sie mehr als nur väterliche Gefühle hegt.
Als Viola eines Tages ihre alte Ballettschule besucht, lernt sie dort einen jungen Mann kennen. Er sieht sehr gut aus, heißt Antonio Vendramin und ist wie sie Tänzer. Er vermag das zu leisten, woran alle medizinische Hilfe bisher scheiterte: Antonio gibt Viola ihr Vertrauen zurück und richtet sie peu à peu wieder auf. Mit Antonios Hilfe und stetiger Übung beginnen sich Violas Beine wieder zu bewegen, und eines Tages kann sie auch wieder laufen. In dieser Zeit ständigen Zusammenseins verlieben sich die beiden jungen Leute ineinander. Der alte Professor muss einsehen, dass seine Schwärmerei für seine Stieftochter keine Zukunft haben wird, und nachdem Viola erfahren hat, dass Berger nicht ihr leiblicher Vater ist, kommt es zwischen den beiden zu einem klärenden Gespräch. Nach ihrer endgültigen Heilung bleiben Viola und Antonio ein Paar und werden Mitglieder eines berühmten Balletts.

## Produktionsnotizen
Gefangene Seele entstand im Herbst 1951 in den Filmstudios von München-Geiselgasteig sowie mit Außenaufnahmen in Bayreuth, München und Umgebung. Die Premiere erfolgte am 11. Januar 1952 in Düsseldorf und weiteren bundesdeutschen Städten.
Herbert Sennewald übernahm die Produktionsleitung. Max Mellin und Rolf Zehetbauer entwarfen die Filmbauten. Filmeditor Hermann Leitner wirkte hier auch als Regieassistent.

## Kritik
Im Filmdienst heißt es: „Naiv-sentimentale Unterhaltung; durch eine amateurhafte Regie in unerträgliches Pathos gehüllt und in lähmender Breite dargeboten.“